# فلوفيناسيت
فلوفيناسيت هو مركب عضوي يُستخدم كمبيد أعشاب ينتمي إلى فئة الأكسي أسيتانيليد.

## الاستخدام
يُستخدم مركب الفلوفيناسيت قبل ظهور الحشائش في العديد من المحاصيل. ويُسبب مركب الفلوفيناسيت في النموذج الحي من نبات رشاد أذن الفأر أعراضًا مشابهة لطفرة نبات سرخس الكمان.